# Alexander Mazza

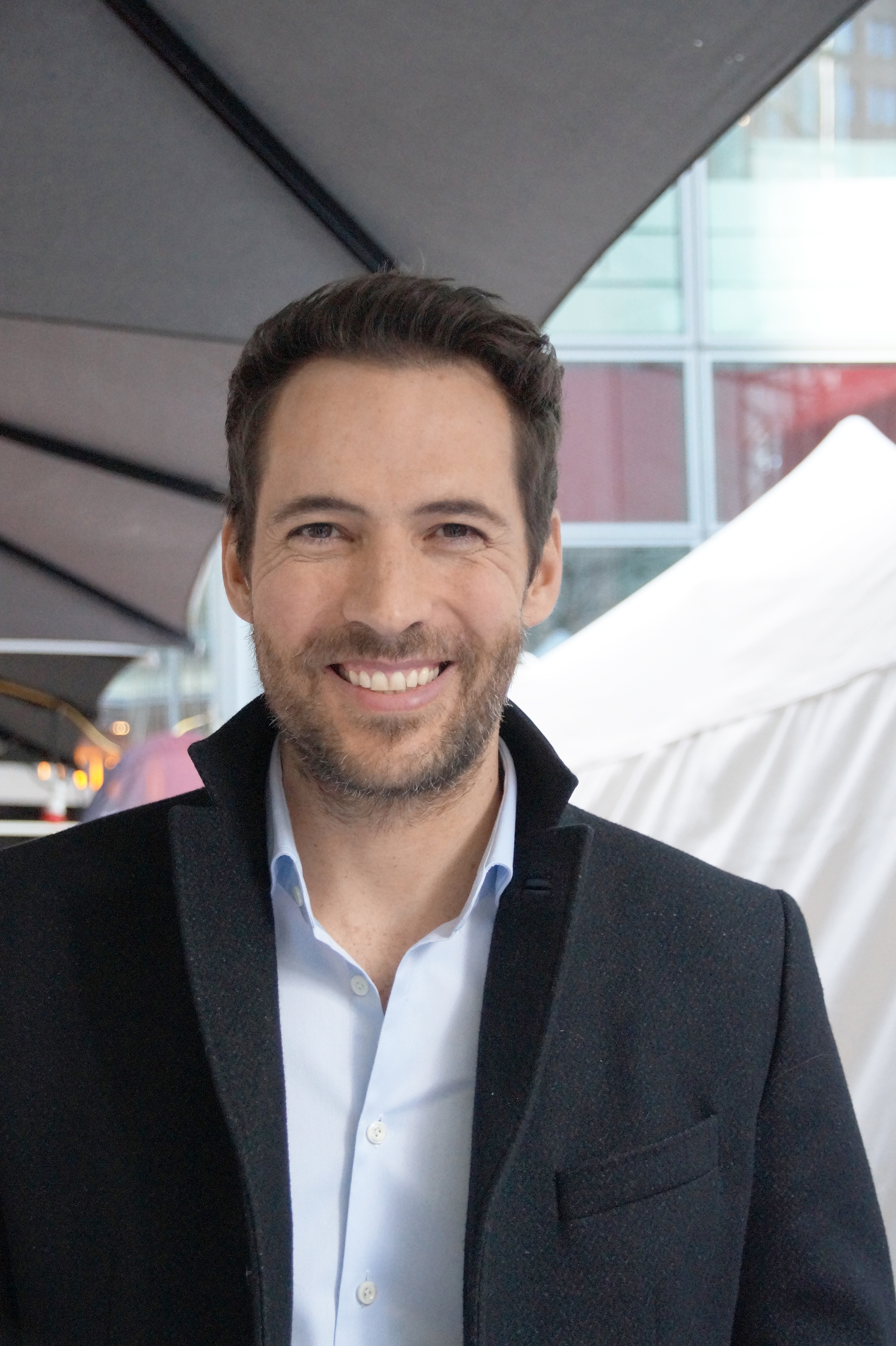
Alexander Mazza (2016)

Alexander Mazza (* 9. November 1972 in Fürstenfeldbruck) ist ein deutscher Fernsehmoderator und Schauspieler.

## Leben und Karriere
Nach dem Abitur arbeitete Mazza zunächst als Model, bis er 1995 bei einem Moderatorencasting vom Fernsehsender ProSieben ausgewählt wurde. Seither moderierte er bei ProSieben, Sat.1, kabel eins und im MDR Fernsehen verschiedene Sendungen, unter anderem Herzblatt.
Ab März 2004 moderierte er, als Nachfolger von Axel Bulthaupt, Brisant im Ersten. Zuletzt moderierte er das Boulevardmagazin am 22. Dezember 2007. Sein Nachfolger wurde René Kindermann, der ihn bereits zuvor zeitweise vertrat. Neben Gerd Rubenbauer und Sabrina Staubitz moderierte Mazza im Jahr 2004 Deutschland Champions. Ab November 2006 moderierte er GQ-TV – Das Magazin auf DMAX.
Ab Januar 2009 moderierte Mazza die neue Sat.1-Produktion Mister Perfect – Der MännerTest. Geplant waren neun Sendungen. Von Februar 2012 bis Juli 2017 moderierte er das Magazin ML Mona Lisa im ZDF. Außerdem moderierte er in den Jahren 2013 und 2014 an der Seite von Andrea Kiewel die ZDF-Fernsehsendungen Willkommen am Brandenburger Tor.
2015 moderierte Mazza gemeinsam mit Francine Jordi zwei Folgen der Stadlshow. Mazza hatte bereits mehrere kleine Gastrollen in Fernsehserien; so beispielsweise 2011 in der ARD-Telenovela Sturm der Liebe.
Er ist Pate der Björn-Steiger-Stiftung für das Projekt „Retten macht Schule“.
Alexander Mazza ist verheiratet und hat zwei Töchter.

## Filmografie (Auswahl)
- 1998: Almost
- 1999: Frauen lügen besser
- 2000: GIRL
- 2000: SOKO 5113
- 2001: Ein Vater zu Weihnachten
- 2004: Der Job seines Lebens 2
- 2004: JANEIN (Kurzfilm)
- 2011: Sturm der Liebe
- 2011: SOKO Stuttgart – Club der Hexen
- 2011: Der Vollgasmann
- 2012: Familie Dr. Kleist
- 2012: Foresight28
- 2013: Die Rosenheim-Cops – Ausgespielt[9]
- 2015: Die Chefin
- 2019: SOKO München
- 2024: Die Rosenheim-Cops – Ein unverhoffter Besuch

## Moderierte Sendungen
- 1995–2003: SAM (ProSieben)
- 1999–2002: Rosen vom Ex (ProSieben)
- 2000–2002: Fort Boyard (ProSieben)
- 2003–2004: Clip Mix (ProSieben)
- 2003–2004: Weck Up (Sat.1)
- 2004–2007: Brisant (Das Erste)
- seit 2004: Gute Reise TV (MDR Fernsehen, DW-TV)
- 2005–2006: Herzblatt (Bayerisches Fernsehen)
- 2006: GQ TV – Das Magazin (DMAX)
- 2009: Mister Perfect (Sat.1)
- 2009: Die beste Idee Deutschlands (Sat.1)
- 2011: Bullet Points (Servus TV)
- 2012–2017: ML Mona Lisa (ZDF)
- 2013–2014: Willkommen (ZDF)
- 2015: Stadlshow (Das Erste)
- 2017–2018: Leute heute (ZDF, Vertretung)
- 2024: People Magazine: Investigativ (TLC/Discovery)

## Engagement
Seit 2020 ist Mazza Schirmherr des Ronald McDonald Hauses in München am Deutschen Herzzentrum.